# 가나자와시
가나자와시(일본어: 金沢市)는 일본 이시카와현의 현청 소재지이다. 이시카와현의 중앙에 위치하며 1996년 4월 1일에 중핵시로 지정되었다.
에도 시대에는 도요토미 히데요시의 부하였던 마에다 도시이에(前田利家)를 시조로 한 가가번(加賀藩)이 통치했고, 일본에서도 제일 큰 번의 성시(조카마치)로 번영했다. 현재도 호쿠리쿠 지방 최대 도시인 동시에 가가번과 관련된 유적지, 미토시의 가이라쿠엔(偕樂園), 오카야마시의 고라쿠엔(後樂園)과 함께 일본 3대 정원으로 불리는 겐로쿠엔(兼六園) 등이 있는 관광 도시로 알려져 있다.

## 지리

### 지형

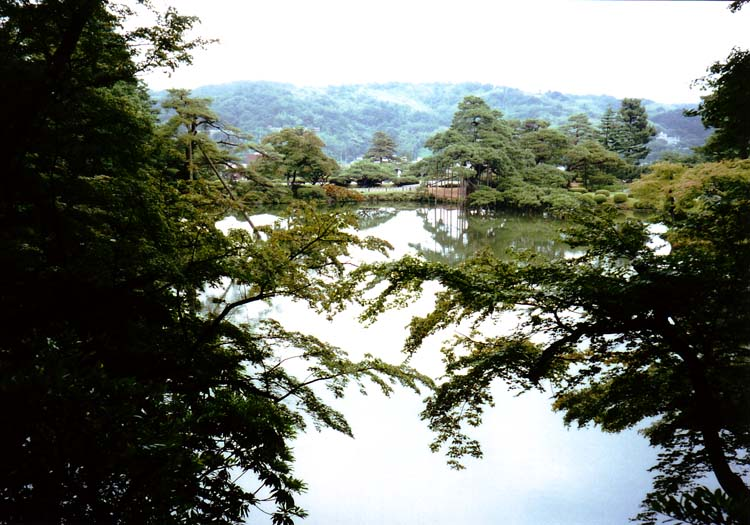
겐로쿠엔(兼六園)

남동부는 산지로 나라다케(1,644m, 가나자와시의 최고봉, 사이카와강의 수원)를 포함해 미코시산(1,621m), 다이몬산(1,572m), 이오산(939m) 등이 있다. 평야와 가까운 부분은 구릉지를 이루고 도무로산(548m), 기고산(546m), 노다산(180m), 만간지산(177m), 우타쓰산(141m) 등이 있다. 도무로산·기고산은 수십만 년 전에 형성된 제4기 화산이다. 북서부는 가나자와 평야로 사이가와강, 아사노강, 가나쿠사리강, 모리모토강, 후시미강, 다카하시강, 우치카와강 등이 흐른다. 사이카와강은 동해에 직접 흘러들지만 다른 강은 가호쿠가타로 흘러 오노강을 거쳐 동해로 흘러 들어간다. 해안부는 사구를 이루며 하구 부분은 북쪽으로 구부러져 있다. 사이카와강 상류에는 사이카와댐과 우치카와댐이 있고 상수도·관개 등에 이용되고 있다. 현재 다쓰미댐이라는 제3의 댐이 건설 중이지만 반대파 주민과의 갈등으로 완공되지 못하고 있다. 사이카와강과 아사노강은 평행하게 흐르고 그 사이의 하안단구가 고다쓰노 대지이다. 고다쓰노 대지의 서단에 가나자와성과 겐로쿠엔이 있다. 또 사이카와강의 남쪽은 데라마치 대지이다.

### 기후
동해측 기후로 겨울에는 비·눈이 내리는 날이 많다. 봄과 여름에는 날씨가 좋은 날이 많고 푄 현상이 일어나기도 한다. 장마의 영향은 태평양 연안과 비교해 적다. 11월 말부터 12월에 걸쳐 번개가 많이 친다. 다만 최근에는 온난화의 영향으로 치지 않는 날이 많아지고 있다.
습도가 높아 전통 공예인 옻나무 칠과 금박 제조에 적절하다.
| 가나자와시의 기후                                            | 가나자와시의 기후 | 가나자와시의 기후 | 가나자와시의 기후 | 가나자와시의 기후 | 가나자와시의 기후 | 가나자와시의 기후 | 가나자와시의 기후 | 가나자와시의 기후 | 가나자와시의 기후 | 가나자와시의 기후 | 가나자와시의 기후 | 가나자와시의 기후 | 가나자와시의 기후 |
| 월                                                           | 1월               | 2월               | 3월               | 4월               | 5월               | 6월               | 7월               | 8월               | 9월               | 10월              | 11월              | 12월              | 연간              |
| ------------------------------------------------------------ | ----------------- | ----------------- | ----------------- | ----------------- | ----------------- | ----------------- | ----------------- | ----------------- | ----------------- | ----------------- | ----------------- | ----------------- | ----------------- |
| 역대 최고 기온 °C (°F)                                       | 21.2 (70.2)       | 23.6 (74.5)       | 27.1 (80.8)       | 31.6 (88.9)       | 33.7 (92.7)       | 36.1 (97.0)       | 37.4 (99.3)       | 38.0 (100.4)      | 38.5 (101.3)      | 33.1 (91.6)       | 28.4 (83.1)       | 24.7 (76.5)       | 38.5 (101.3)      |
| 일평균 최고 기온 °C (°F)                                     | 7.1 (44.8)        | 7.8 (46.0)        | 11.6 (52.9)       | 17.3 (63.1)       | 22.3 (72.1)       | 25.6 (78.1)       | 29.5 (85.1)       | 31.3 (88.3)       | 27.2 (81.0)       | 21.8 (71.2)       | 15.9 (60.6)       | 10.2 (50.4)       | 19.0 (66.2)       |
| 일일 평균 기온 °C (°F)                                       | 4.0 (39.2)        | 4.2 (39.6)        | 7.3 (45.1)        | 12.6 (54.7)       | 17.7 (63.9)       | 21.6 (70.9)       | 25.8 (78.4)       | 27.3 (81.1)       | 23.2 (73.8)       | 17.6 (63.7)       | 11.9 (53.4)       | 6.8 (44.2)        | 15.0 (59.0)       |
| 일평균 최저 기온 °C (°F)                                     | 1.2 (34.2)        | 1.0 (33.8)        | 3.4 (38.1)        | 8.2 (46.8)        | 13.6 (56.5)       | 18.4 (65.1)       | 22.9 (73.2)       | 24.1 (75.4)       | 19.9 (67.8)       | 13.9 (57.0)       | 8.1 (46.6)        | 3.5 (38.3)        | 11.5 (52.7)       |
| 역대 최저 기온 °C (°F)                                       | −9.7 (14.5)       | −9.4 (15.1)       | −8.3 (17.1)       | −1.6 (29.1)       | 1.5 (34.7)        | 6.8 (44.2)        | 11.0 (51.8)       | 13.1 (55.6)       | 7.6 (45.7)        | 2.2 (36.0)        | −0.7 (30.7)       | −6.7 (19.9)       | −9.7 (14.5)       |
| 평균 강수량 mm (인치)                                        | 256.0 (10.08)     | 162.6 (6.40)      | 157.2 (6.19)      | 143.9 (5.67)      | 138.0 (5.43)      | 170.3 (6.70)      | 233.4 (9.19)      | 179.3 (7.06)      | 231.9 (9.13)      | 177.1 (6.97)      | 250.8 (9.87)      | 301.1 (11.85)     | 2,401.5 (94.55)   |
| 평균 강설량 cm (인치)                                        | 67 (26)           | 53 (21)           | 13 (5.1)          | 0 (0)             | 0 (0)             | 0 (0)             | 0 (0)             | 0 (0)             | 0 (0)             | 0 (0)             | 1 (0.4)           | 24 (9.4)          | 157 (62)          |
| 평균 강수일수 (≥ 0.5 mm)                                     | 24.9              | 20.2              | 17.5              | 13.4              | 11.8              | 11.6              | 14.2              | 10.4              | 13.2              | 14.1              | 18.2              | 24.2              | 193.6             |
| 평균 강설일수                                                | 22.7              | 19.9              | 12.7              | 2.5               | 0.0               | 0.0               | 0.0               | 0.0               | 0.0               | 0.0               | 1.5               | 14.5              | 73.9              |
| 평균 상대 습도 (%)                                           | 74                | 70                | 66                | 64                | 67                | 74                | 75                | 72                | 73                | 70                | 70                | 72                | 70                |
| 평균 월간 일조시간                                           | 62.3              | 86.5              | 144.8             | 184.8             | 207.2             | 162.5             | 167.2             | 215.9             | 153.6             | 152.0             | 108.6             | 68.9              | 1,714.1           |
| 출처: 일본 기상청 (평년값: 1991년~2020년, 극값: 1882년~현재) |                   |                   |                   |                   |                   |                   |                   |                   |                   |                   |                   |                   |                   |

### 인접한 자치체
북쪽으로 우치나다정, 쓰바타정, 동쪽으로 산지를 사이에 두고 도야마현 오야베시, 난토시, 남쪽으로 하쿠산시(구 맛토시, 구 쓰루기정), 이시카와군 노노이치정과 접한다.

## 인구
| 연도 | 인구    | ±%     |
| ---- | ------- | ------ |
| 1970 | 361,379 | —      |
| 1980 | 417,684 | +15.6% |
| 1990 | 442,868 | +6.0%  |
| 2000 | 456,638 | +3.1%  |
| 2010 | 462,361 | +1.3%  |
| 2020 | 463,254 | +0.2%  |

## 역사
센고쿠 시대의 잇코잇키의 혼간지의 거점이 놓인 오야마 고보(가나자와 고보)와 그 주변의 사원 마을을 기원으로 한다. 오다 노부나가의 부하인 시바타 가쓰이에의 조카 사쿠마 모리마사가 오야마 고보를 공략하고 그 땅에 오야마성을 축성했다.
시즈가타케의 전투 이후 마에다 도시이에가 오야마성(가나자와성)을 거성으로 해 가가번의 원형이 형성되었다. 가가번 3대 영주 마에다 도시쓰네의 시대에는 지배 기구를 정비해 번 체제가 확립되었다. 5대 영주 마에다 쓰나노리는 명군으로 유명하고 기노시타 준안이나 무로 규소, 이노 자쿠스이와 같은 학자를 초빙해 학문을 진흥시켰다. 또 그는 서적과 미술 공예품의 수집에도 노력했고 그것들은 존경각문장(尊経閣文庫)으로 불리며 현재도 남아 있다. 이후 가나자와는 150여 년에 걸쳐 가가국의 100만 석 성시로 번영하게 된다. 산킨코타이 때 마에다씨는 약 2,000명의 부하들을 따르게 했고 현재 가치로 편도 약 7억 엔을 들여 에도를 왕래했다. 가나자와는 에도 시대에 삼도(에도, 오사카, 교토)에 뒤이은 일본 4위의 인구(약 10만 명)를 가진 대도시로 발전해 미술 공예 등 현재까지 이어지는 도시 문화가 꽃피었다.
메이지 시대에 들어서면서 구제 제4고등학교(가나자와 대학의 전신)가 개교하고 러일 전쟁의 뤼순 공위전으로 알려진 일본 육군 제9사단이 주둔하여 학문 도시이자 군사 도시로 번창하였다.
- 1889년 4월 1일 - 가나자와시가 성립하였다.
- 1925년 4월 1일 - 노촌을 편입하였다.
- 1925년 4월 10일 - 유미토리촌을 편입하였다.
- 1935년 12월 16일 - 오노정·아와가사키촌·구라쓰키촌·도가시촌·가타노쓰촌·요네마루촌을 편입하였다.
- 1936년 4월 1일 - 고사카촌·민마촌·사키우라촌을 편입하였다.
- 1943년 10월 1일 - 도이타촌을 편입하였다.
- 1943년 12월 1일 - 가나이와정·오노촌·후타쓰카촌을 편입하였다.
- 1949년 6월 1일 - 가와키타촌을 편입하였다.
- 1954년 7월 1일 - 우치카와촌·사이가와촌·누카촌·야스하라촌·유와쿠다니촌을 편입하였다.
- 1956년 1월 1일 - 오시노촌을 편입하였다.
- 1957년 4월 5일 - 아사카와촌을 편입하였다.
- 1962년 6월 1일 - 모리모토정을 편입하였다.

## 교육

### 대학
국립
- 가나자와 대학
- 호쿠리쿠 선단 과학기술대학원대학

공립
- 가나자와 미술공예대학（시립）

사립
- 가나자와 공업대학
- 가나자와 가쿠인 대학
- 가나자와 세이쇼 대학
- 긴조 대학
- 호쿠리쿠 대학
- 호쿠리쿠 가쿠인 대학

## 교통

### 철도
- 서일본 여객철도
  - 호쿠리쿠 신칸센
  - 호쿠리쿠 본선 (니시카나자와역 ~ 가나자와역 구간)

- IR 이시카와 철도
  - IR 이시카와 철도선 (가나자와역 ~ 모리모토역 구간)

- 호쿠리쿠 철도
  - 이시카와선
  - 아사노가와선

### 도로
- 호쿠리쿠 자동차도
- 노에쓰 자동차도
- 국도 8호선
- 국도 157호선
- 국도 159호선
- 국도 249호선
- 국도 304호선
- 국도 305호선
- 국도 359호선

## 특이 사항
윤봉길 의사의 위령비가 있다.

## 자매 도시
- 미국 버펄로 (1962년)
- 브라질 포르투알레그리 (1967년)
- 러시아 이르쿠츠크 (1967년)
- 벨기에 겐트 (1971년)
- 프랑스 낭시 (1973년)
- 중화인민공화국 쑤저우시 (1981년)
- 대한민국 전주시 (2002년)
- 미국 애버딘